# Parnassius baileyi
Bailey's Apollo Parnassius baileyi là một loài bướm ngày sinh sống ở vùng núi cao được tìm thấy ở S.W. Trung Quốc (Tứ Xuyên và N Yunan) và phía Đông Tây Tạng. Nó là thành viên chi Parnassius thuộc Swallowtail (Papilionidae). Nó được đặt tên cho Frederick Marshman Bailey người thu thập vật mẫu đầu tiên.